# SUMMER SUN PRINCESS '24
『SUMMER SUN PRINCESS '24』（サマーサンプリンセス・トゥーフォー）は、日本の女子プロレス団体東京女子プロレスが後楽園ホールで行った興行。

## 概要
2024年の『SUMMER SUN PRINCESS』は、初開催の2022年と2023年の大会で会場としてきた大田区総合体育館が改修工事期間に入っていて使用できない等の事情もあり、後楽園ホールに場所を移しての開催となった。大会の実施は3月31日開催の『GRAND PRINCESS '24』の中でアナウンスされた。
大会は全部で9試合が行われた。第4試合では、体調不良で欠場となった桐生真弥の代わりに、7月15日にガンバレ☆プロレス所属となったばかりの春日萌花が出場。第5試合では、7月25日に卒業記念興行が控えていた角田奈穂が上福ゆきと対戦する予定だったが、角田が7月6日の自身のプロデュース興行での試合中に腰を負傷して欠場。代打として関口翔が参戦し、上福と対戦した。
プリンセスタッグ選手権試合は、でいじーもんきー（鈴芽&遠藤有栖）と荒井優希&宮本もかという、同年代の4人での争いとなったが、王者組のでいじーもんきーが挑戦者組を破ってタイトルを守った。タッグチーム「白昼夢」の2人によるプリンセス・オブ・プリンセス選手権試合では、王者・渡辺未詩がタッグパートナーである挑戦者・辰巳リカによる攻撃に苦しめられたが、ドラゴンスリーパーを耐え切った後に得意技を畳み掛けて防衛に成功した。

## 試合
| オープニングマッチ 20分一本勝負 6人タッグマッチ                    |                                                |                                 |
| 上原わかな 〇凍雅 大久保琉那                                       | 13分59秒 ロックボトム→片エビ固め               | HIMAWARI 鈴木志乃● 風城ハル     |
| 第二試合 15分一本勝負 シングルマッチ                               |                                                |                                 |
| ●七瀬千花                                                          | 5分50秒 サモアンドロップ→片エビ固め            | キラ・サマー〇                  |
| 第三試合 15分一本勝負 シングルマッチ                               |                                                |                                 |
| 〇駿河メイ                                                         | 7分19秒 ガトー・インビジブル                   | 高見汐珠●                       |
| 第四試合 20分一本勝負 6人タッグマッチ                              |                                                |                                 |
| 〇愛野ユキ らく 原宿ぽむ                                           | 9分2秒 ヴィーナスDDT→片エビ固め                | まなせゆうな 春日萌花 鳥喰かや● |
| 第五試合 15分一本勝負 シングルマッチ                               |                                                |                                 |
| 〇上福ゆき                                                         | 8分9秒 フェイマサー→片エビ固め                 | 関口翔●                         |
| 第六試合 20分一本勝負 タッグマッチ                                 |                                                |                                 |
| 〇山下実優 伊藤麻希 （121000000）                                  | 16分16秒 Skull Kick→片エビ固め                 | 瑞希● さくらえみ                |
| 第七試合 20分一本勝負 スペシャルシングルマッチ                     |                                                |                                 |
| 〇アジャコング                                                     | 9分1秒 ダイビング・エルボードロップ→片エビ固め | 中島翔子●                       |
| セミファイナル 30分一本勝負 プリンセスタッグ選手権試合             |                                                |                                 |
| 鈴芽 〇遠藤有栖 （第16代王者組・でいじーもんきー）                 | 16分9秒 キャメルクラッチ                       | 荒井優希 宮本もか● （挑戦者組） |
| 第16代王者組が2度目の防衛に成功。                                  |                                                |                                 |
| メインイベント 30分一本勝負 プリンセス・オブ・プリンセス選手権試合 |                                                |                                 |
| 〇渡辺未詩 （第14代王者）                                          | 20分19秒 ティアドロップ→体固め                 | 辰巳リカ● （挑戦者）            |
| 第14代王者が3度目の防衛に成功。                                    |                                                |                                 |